# موش و گربه و باقی دوستانا
موش و گربه و باقی دوستانا کتابی از عبید زاکانی با بازنویسی سید علی شجاعی و تصویرگری سارا میاری است که در سال ۱۳۹۷ از سوی نشر کتاب نیستان منتشر و در سال ۲۰۱۹ در فهرست کلاغ سفید قرار گرفت.